# De vermisten van de Zwarte Valk
De vermisten van de Zwarte Valk (Frans: Les disparus du Faucon Noir) is het 21e album uit de Belgische stripreeks Roodbaard van Jean-Michel Charlier (scenario) en met tekeningen van Jijé en Christian Gaty. Het stripalbum werd in 1982 uitgebracht en is een rechtstreeks vervolg op album #20: Het eiland van de verdwenen schepen. Roodbaard zelf komt, buiten een cameo in flashbacks niet voor in het album, evenals Baba die met hem gevangen zit. 

## Het verhaal
Gouverneur Samuel Phips van Grote Kaaimaneiland heeft Driepoot en Erik gevangengenomen. Driepoot heeft beloofd Phips en zijn mannen naar Roodbaard te brengen, om hen daar te ruilen voor de schat waarnaar Roodbaard in Yucatán op zoek is. Tijdens de zeereis weet Erik zich te bevrijden, waarop hij inbreekt in de kruitkamer. Nadat hij het buskruit nat had gemaakt, ontsteekt hij in de kruitkamer een vuur. Hierdoor raken de bemanningsleden totaal in paniek: ze verwachten dat de kruitkamer ieder moment kan ontploffen en verlaten het schip. Erik bevrijdt zijn mannen en zeilt weg, terwijl Phips en zijn mannen machteloos toezien vanuit de reddingssloepen.
Aangekomen op hun bestemming gaat Erik met een groep mannen de oerwouden in om over land naar de Spaanse stad Mérida, waar Roodbaard zich zou bevinden. De bemanning van de Zwarte Valk wordt wat later door Concha verraden aan Morgan, die de sloepen van Phips en zijn mannen heeft opgepikt.
Erik en zijn mannen stuiten in het oerwoud op verscheidene platgebrande Indianendorpen, waarvan de bevolking is uitgemoord. Bij een dorp vinden ze een gewonde overlevende, die Moroni blijkt te heten en hoofdman van de Macumba-Indianen is. Hij vertelt dat de Spaanse soldaten overal jonge mannen ontvoeren en de rest vermoorden. Ze verzorgen hem en nemen hem mee, in het spoor van de Spanjaarden. Eriks mannen overvallen de Spanjaarden in hun slaap en bevrijden de Indianen. Erik en zijn mannen kleden zich in Spaanse uniformen en met de gevangen Spaanse commandant en de Indianen wordt de reis naar Mérida hervat.

## Albums
De avonturen van Roodbaards zoektocht naar de Aztekenschat werden niet helemaal in chronologische volgorde uitgegeven. De vier albums zijn:
- 20. 1980 - Het eiland van de verdwenen schepen (L'Île des vaisseaux perdus)
- 21. 1982 - De vermisten van de Zwarte Valk (Les disparus du Faucon Noir)
- 23. 1984 - Het verdoemde goud van Huacapac (L'or maudit des Huacapac)
- 24. 1987 - De Dodenstad (La cité de la mort)

## Voetnoten
1. ↑  Destijds werd op Franse oorlogsschepen de kruitkamer "La Sainte-Barbe" genoemd, naar Sint Barbara, de beschermheilige van de kanonniers. In de oorspronkelijk Franstalige Roodbaardreeks werd deze term dus ook gebruikt; in de Nederlandse vertalingen werd dit dan vertaald als "Sint-Barbara" of "Heilige Barbara", hoewel deze uitdrukking in het Nederlands taalgebied waarschijnlijk niet werd gebruikt en hier dus niet is overgenomen.